# Eberhard Winkler (Philologe)

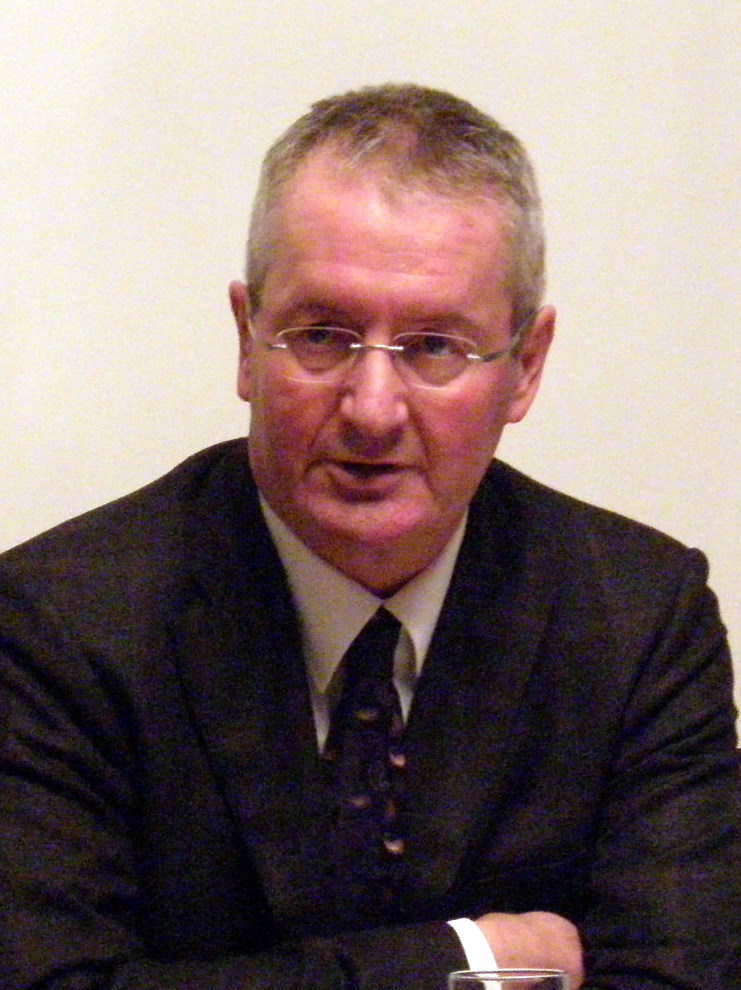
Eberhard Winkler, 2010

Eberhard Winkler (* 31. Juli 1955 in München) ist ein deutscher Finnougrist und Professor der Georg-August-Universität Göttingen (im Ruhestand).

## Leben
Winkler studierte von 1977 bis 1984 Germanistik, Finnougristik und Skandinavistik an den Universitäten von München und Helsinki. 1984 erlangte er den Magister-Grad, 1987 wurde er mit einer Arbeit zur vergleichenden Syntax des Deutschen und Finnischen zum Dr. phil. promoviert.
Von 1987 bis 1990 war er wissenschaftlicher Mitarbeiter in einem DFG-Projekt von Wolfgang Schlachter zum Samischen, danach ab 1990 Wissenschaftlicher Assistent am Institut für Finnougristik der Universität München. Hier habilitierte er sich 1996 mit einer Arbeit zum Krewinischen, einer ausgestorbenen ostseefinnischen Sprache. Nach einer Übergangsphase als Oberassistent und Projektmitarbeiter wurde er 2002 auf den Lehrstuhl für Finnougristik der Georg-August-Universität Göttingen berufen. Seit 2012 ist er ordentliches Mitglied der Niedersächsischen Akademie der Wissenschaften zu Göttingen.
Winkler ist Mitglied in zahlreichen wissenschaftlichen Organisationen und seit 2006 Geschäftsführender Präsident der Societas Uralo-Altaica.

## Forschung
Winklers Forschungsschwerpunkt liegt auf den kleineren ostseefinnischen Sprachen, zu denen er zahlreiche ältere Quellen veröffentlicht hat. Insbesondere zum Krewinischen und Livischen hat er einschlägige Forschungen vorgelegt. Darüber hinaus hat er aber auch wichtige Arbeiten zu den mittelgroßen finnougrischen Sprachen wie dem Udmurtischen und Mari verfasst.

## Mitgliedschaften
- Baltische Historische Kommission[3]

## Auszeichnungen
- 2008 Marienland-Kreuz (IV. Klasse)
- 2016 Ehrendoktor der Universität Tartu

## Schriften (Auswahl)

### Monografien
- Der Satzmodus 'Imperativsatz' im Deutschen und Finnischen. Tübingen: Niemeyer (Linguistische Arbeiten 225). 224 S.
- Salis-livische Sprachmaterialien. München: Veröffentlichungen des Finnisch-Ugrischen Seminars an der Universität München, Serie C, 21. 1994.
- Krewinisch. Zur Erschließung einer ausgestorbenen osteefinnischen Sprachform. Wiesbaden: Harrassowitz 1997 (Veröffentlichungen der Societas Uralo-Altaica 49). 468 S.
- Ältere livische Sprachmaterialien. München: Veröffentlichungen des Finnisch-Ugrischen Seminars an der Universität München, Serie C, 22. 1999.
- Udmurt. München: Lincom Europa 2001 (Languages of the World/Materials 212). 85 S.
- Udmurtische Grammatik. Wiesbaden: Harrassowitz 2011 (Veröffentlichungen der Societas Uralo-Altaica 81). 181 S.
- (gemeinsam mit Karl Pajusalu): Salis-livisches Wörterbuch. Tallinn: Teaduste Akadeemia Kirjastus 2009 (Linguistica Uralica, Supplementary Series 3). 265 S:
- (gemeinsam mit Karl Pajusalu): Salis-Livisch I. J.A. Sjögrens Manuskript. Ediert, glossiert und übersetzt von Eberhard Winkler und Karl Pajusalu. Wiesbaden: Harrassowitz Verlag 2016 (Veröffentlichungen der Societas Uralo-Altaica 88). 392 S.
- (gemeinsam mit Karl Pajusalu): Salis-Livisch II. Grammatik und Wörterverzeichnis. Mit einem Anhang zu den Salis-Livischen Sprichwörtern Auf der Grundlage von J.A. Sjögrens Sprachmaterialien verfasst von Eberhard Winkler und Karl Pajusalu. Wiesbaden: Harrassowitz Verlag 2018 (Veröffentlichungen der Societas Uralo-Altaica 89). 403 S.

### Artikel
- Zum starkstufigen i-Plural im Wotischen unter Berücksichtigung der ingrischen, estnischen und finnischen Verhältnisse, in: Finnisch-Ugrische Forschungen 52 (1994), S. 99–134.
- Zum Göttinger Vocabularium Sibiricum, in: Journal de la Société Finno-Ougrienne 87 (1997), S. 281–308.
- Anmerkungen zu zwei Sprachdenkmälern der ostseefinnischen Sprachen, in: Linguistica Uralica 34 (1998), S. 23–29.
- Anmerkungen zu Fischers ostjakischer Wortliste, in: Europa et Sibiria. Beiträge zu Sprache und Kultur der kleineren finnougrischen, samojedischen und paläosibirischen Völker. Gedenkband für Wolfgang Veenker. Herausgegeben von Cornelius Hasselblatt und Paula Jääsalmi-Krüger. Wiesbaden: Harrassowitz 1999 (Veröffentlichungen der Sociateas Uralo-Altaica 51), S. 473–478.
- Zur Reihung von Possessiv- und Kasussuffixen im Permischen und Tscheremissischen, in: Finnisch-ugrische Mitteilungen 21/22 (1997/98), S. 219–225.
- Wie kommen die Uralier an den Rhein? Anmerkungen zur neuesten Theorie über die Genese der uralischen Sprachen, in: Linguistica Uralica 35 (1999), S. 241–250.
- Früher russischer Einfluß auf das Wotische?, in: Inter dialectos nominaque. Pühendusteos Mari Mustale 11. novembril 2000. Koostanud ja toimetanud Jüri Viikberg. Tallinn 2000, S. 448–461.
- Zum Stoßton im Ostseefinnischen, in: Jochen Range (Hg.): Aspekte baltistischer Forschung. Essen: Blaue Eule 2000, S. 344–363.
- Die Lehnwortschichten des Salis-Livischen und die Folgen, in: Rogier Blokland, Cornelius Hasselblatt (eds.): Finno-Ugrians and Indo-Europeans: Linguistic and Literary Contacts. Proceedings of the Symposium at the University of Groningen, November 22–24, 2001. Maastricht: Shaker 2002, S. 428–433.
- Finnougrier und Islam, in: Gerson Klumpp, Michael Knüppel (Hgg.): Die ural-altaischen Völker. Identität im Wandel zwischen Tradition und Moderne. Vorträge des Symposiums der Societas Uralo-Altaica vom 13. bis 15. Oktober 2002. Wiesbaden: Harrassowitz 2003 (Veröffentlichungen der Sociateas Uralo-Altaica 63), S. 135–142.
- Frühe finnische Untersuchungen zum Tschuwaschischen – August Ahlqvist, in: Ural-Altaische Jahrbücher. Neue Folge 21 (2007), S. 117–123.
- Sjögren, Wiedemann und das Livische Wörterbuch. Ein Beitrag zur Wissenschaftsgeschichte des 19. Jahrhunderts, in: Ural-Altaische Jahrbücher. Neue Folge 22 (2008), S. 42–59.
- Loanword strata in Livonian, in: Eesti ja soome-ugri keeleteaduse ajakiri / Journal of Estonian and Finno-Ugric Linguistics 5/1 (2014), S. 215–227.
- Zum ererbten Wortschatz des Tscheremissischen, in: Juuret marin murteissa, latvus yltää Uraliin. Juhlakirja Sirkka Saarisen 60-vuotispäiväksi 21. Dezember 2014. Helsinki: Suomalais-Ugrilainen Seura 2014, S. 401–414.